# 奧克格羅夫鎮區 (北卡羅萊納州達勒姆縣)
奧克格羅夫鎮區（英語：Oak Grove Township）是位於美國北卡羅萊納州達勒姆縣的一個鎮區。

## 地方資料
奧克格羅夫鎮區的面積為133.12平方千米，皆為陸地。根據2020年美國人口普查的數據，當地共有人口54977人，而人口密度為每平方千米412.99人。